# Valódi tücskök
A valódi tücskök (Gryllidae) az egyenesszárnyúak (Orthoptera) rendjében a tojócsövesek (Ensifera) alrendjének egyik, igen népes rovarcsaládja mintegy 4000 fajjal.
A tücskök ortopter rovarok, amelyek a bozóttücskökkel és távolabbi rokonságban a szöcskékkel állnak. A régebbi szakirodalomban, például Imms a "tücsköket" a család szintjén (azaz a Gryllidae családban) helyezték el, de a kortársak, köztük Otte, ma már a Grylloidea szupercsaládba sorolják őket. A szót együttesen használták az Ensifera alrendbe tartozó, távolabbi rokon taxonok, például a király- és vakondtücsök leírására.

## Elterjedésük
Világszerte megtalálhatók, de legnagyobb számban a trópusi területeken élnek.

## Megjelenésük, felépítésük
Vízszintesen kissé lapított, hosszúkás testű, kerek fejű, hosszú fonalas csápú rovarok. Színük általában sötét. Két pár szárnyukat – ami nem minden fajnál fejlődik ki – a testük fölött vízszintesen tartják. Kevésbé színesek, mint akár a szöcskék, akár a sáskák: többnyire feketék vagy barnásak. Testhosszuk  0,5–5 cm.
Hátsó pár lábuk ugrólábbá módosult, de ez az ugróláb gyöngébb, mint a szöcskéké. Lábfejük három ízből áll (a szöcskéké négyből). A szöcskékéhez hasonló ciripelő ér mindkét szárnyukon kifejlődött, ezért mindkettővel tudnak ciripelni.
Fonalas csápjaik sokízűek és hosszúak, potrohuk végén hímjeik páros hosszúkás farksertéket viselnek, a nőstények pedig szálkaszerűen kiálló, vékony, hengeres, egyenes tojócsövet (ovipositor).
Tojócsövük vége kiszélesedett.
Rágó szájszervük jól fejlett, erős.

## Életmódjuk
Erdőkben, mezőkön, réteken és cserjésekben élnek. A fajok többsége talajlakó és többnyire a szárazabb területeket részesíti előnyben, ahol könnyedén üreget áshat a földbe. Mindenevők: növényi és állati táplálékot is esznek, de a növényi anyagok erőteljes túlsúlyával. Egyes kártevő fajok (pl. Brachytrupes portentosus) olyan haszonnövények magoncait pusztítják, mint a tea, a dohány, illetve a gyapot.

### Szaporodásuk
A hímek ciripelésükkel csalogatják párzásra a nőstényeket.
Petéiket egyesével vagy csoportosan a nedves talajba rakják, a ragadozó fajok kis petecsomóikat növények szöveteibe tojják.
A nőstények általában kéthetenként 40–60 petét raknak. A kikelt tücskök 8–10 hét alatt fejlődnek ki[forrás?], akár 12 lárvaállapotuk is lehet.
Átlagos élettartamuk általában 90 nap.

## Rendszerezésük
A tücskök családját 22 alcsaládra, ezen belül nemzetségekre, alnemzetségekre, és több száz nemre osztják.

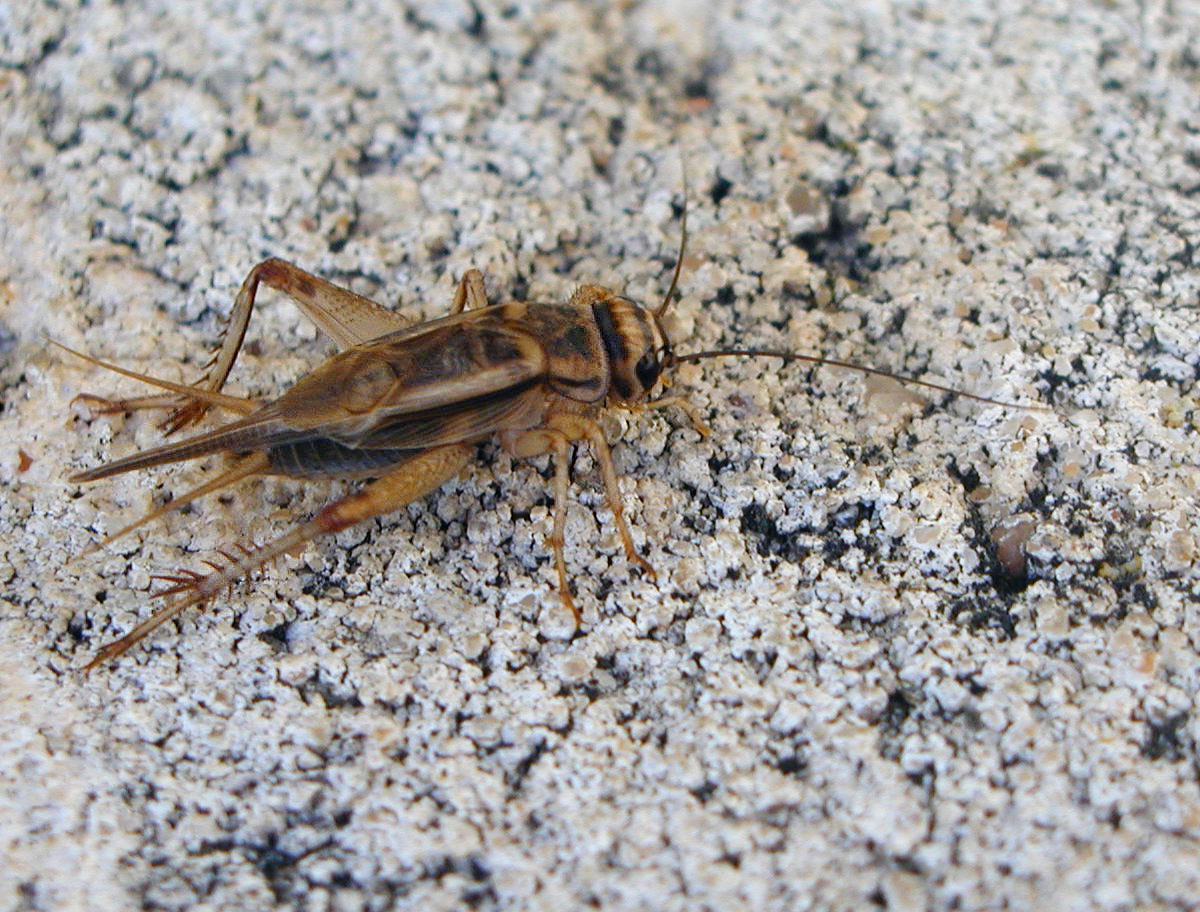
Házi tücsök (Acheta domestica)

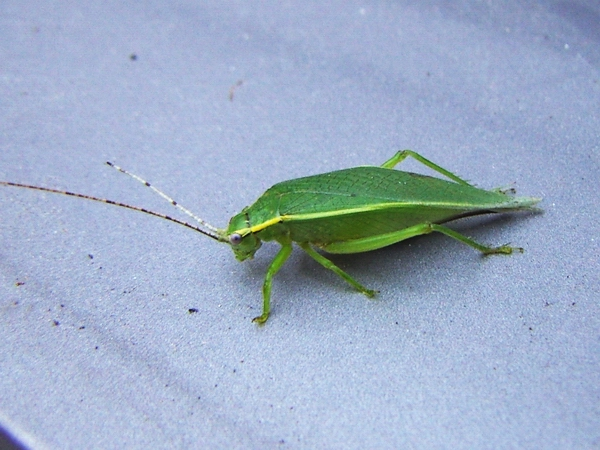
Calyptotrypus hibinonis, egy japán faj

## Magyarországi fajok
Magyarországon hét fajuk él:
- házi tücsök (Acheta domestica)
- bordói tücsök (Tartarogryllus burdigalensis)
- mezei tücsök (Gryllus campestris)
- fekete tücsök (Melanogryllus desertus)
- homlokjegyes tücsök (Modicogryllus frontalis)
- mocsári tücsök (Pteronemobius heydenii)
- pirregőtücsök (Oecanthus pellucens)

## Egyéb
- Egyes tücsökfajok ciripelése igen dallamos, ezért néhol kalickában, házi kedvencként tartották őket. Elsősorban kínai hagyomány, mely még ma is él.[6]
- Az ősi kínai néphit szerint a tücskök nem halnak meg, csak levedlik bőrüket, és újjászületve tovább élnek.[6]
- A pettyes tücsök, vagy kétfoltú tücsök, (Gryllus bimaculatus) a terrarisztikában használatos hüllők és madárpókok takarmányállataként.
- Elsősorban Kelet-Ázsiában volt szokás a tücsökviadal, amelyben egymás ellen harcoló példányokra fogadtak és fogadnak mindmáig.[7]
- Erről a rovarcsaládról lett elnevezve a Tücsök-lyuk, ami egy magyarországi barlang.

## Külső hivatkozások
- A taxon adatlapja az ITIS adatbázisában. Integrated Taxonomic Information System. (Hozzáférés: 2011. október 13.)